# Котович, Гжегож
Гжегож Леон Котович (пол. Grzegorz Leon Kotowicz; 6 августа 1973, Чеховице-Дзедзице) — польский гребец-байдарочник, выступал за сборную Польши на всём протяжении 1990-х годов. Бронзовый призёр летних Олимпийских игр в Барселоне и Сиднее, серебряный и бронзовый призёр чемпионатов мира, чемпион Европы, победитель многих регат национального и международного значения. Также известен как спортивный чиновник.

## Биография
Гжегож Котович родился 6 августа 1973 года в городе Чеховице-Дзедзице Силезского воеводства. Активно заниматься греблей начал в раннем детстве, проходил подготовку в местном спортивном клубе «Горник Чеховице».
Первого серьёзного успеха на взрослом международном уровне добился в 1992 году, когда попал в основной состав польской национальной сборной и благодаря череде удачных выступлений удостоился права защищать честь страны на летних Олимпийских играх в Барселоне. В одиночках на пятистах метрах дошёл лишь до стадии полуфиналов, где финишировал восьмым, в то время как в двойках на тысяче метрах вместе с напарником Дариушом Бялковским завоевал бронзовую медаль, уступив только экипажам из Германии и Швеции.
В 1994 году Котович побывал на чемпионате мира в Мехико, откуда привёз награду серебряного достоинства, выигранную в зачёте четырёхместных байдарок на дистанции 1000 метров. Год спустя выступил на мировом первенстве в немецком Дуйсбурге, где стал бронзовым призёром в двойках на тысяче метрах и в четвёрках на пятистах. Будучи одним из лидеров гребной команды Польши, благополучно прошёл квалификацию на Олимпийские игры 1996 года в Атланте — на километровой дистанции в двойках с тем же Бялковским на сей раз показал в финале четвёртый результат, немного не дотянув до призовых позиций.
После Олимпиады в США Котович остался в основном составе польской национальной сборной и продолжил принимать участие в крупнейших международных регатах. Так, в 1997 году он выступил на возобновлённом чемпионате Европы в болгарском Пловдиве, где четырежды поднимался на пьедестал почёта, в том числе получил три серебряные медали и одну бронзовую. Кроме того, в этом сезоне трижды попадал в число призёров на чемпионате мира в канадском Дартмуте, выиграл серебряные медали в одиночках на двухстах и пятистах метрах, а также бронзовую в двойках на тысяче. Через два года стал чемпионом Европы, одержав победу на соревнованиях в хорватском Загребе в километровом заезде четырёхместных экипажей, и пополнил медальную коллекцию серебряной наградой в полукилометровой программе одиночных байдарок. При этом на мировом первенстве в Милане взял бронзу в одиночках на пятистах метрах.
В 2000 году Гжегож Котович отправился представлять страну на Олимпийских играх в Сиднее, в одиночках на дистанции 500 метров финишировал в решающем заезде девятым, тогда как в четвёрках на дистанции 1000 метров завоевал бронзовую медаль — в финале его обошли только команды Венгрии и Германии. Вскоре по окончании этих соревнований принял решение завершить карьеру профессионального спортсмена, уступив место в сборной молодым польским гребцам. За выдающиеся спортивные достижения награждён золотым «Крестом Заслуги».
Завершив спортивную карьеру, работал спортивным чиновником. В 2005 году возглавил атлетическую комиссию Международной федерации гребли на байдарках и каноэ.